# Topobea muricata
Topobea muricata är en tvåhjärtbladig växtart som beskrevs av Gustavo Lozano-Contreras. Topobea muricata ingår i släktet Topobea och familjen Melastomataceae. Inga underarter finns listade i Catalogue of Life.